# Aeroportul Groton-New London
Aeroportul Groton-New London (IATA: GON, ICAO: KGON, FAA LID: GON) este un aeroport din Groton⁠(d), Southeastern Connecticut Planning Region⁠(d), Connecticut, Statele Unite ale Americii ce deservește zona Groton⁠(d). Aeroportul a fost tranzitat în 2019 de 172 de pasageri. A fost numit după zona deservită.
Situat la o altitudine de 3 m, aeroportul dispune de 2 piste.

## Infrastructură

### Piste
Aeroportul dispune de 2 piste. Pista 05/23 are suprafața de asfalt și dimensiunile 5.000 picioare × 150 picioare. Pista 15/33 are suprafața de asfalt și dimensiunile 4.000 picioare × 96 picioare. 